# Mount Dover
Mount Dover ist ein 1645 m hoher Berg mit zwei spitzen Gipfeln im westantarktischen Queen Elizabeth Land. In der Neptune Range ragt er am südöstlichen Ende des Gebirgskamms Gale Ridge auf, wo jener an das Washington Escarpment angrenzt.
Der United States Geological Survey kartierte ihn anhand eigener Vermessungen und Luftaufnahmen der United States Navy aus den Jahren zwischen 1956 und 1966. Das Advisory Committee on Antarctic Names benannte ihn 1965 nach dem US-amerikanischen Geologen James H. Dover, der von 1962 bis 1963 der Mannschaft zur Untersuchung der Patuxent Range angehört hatte.